# Gerobatrachus
Gerobatrachus es un género extinto representado por una única especie de anfibio temnospóndilo que vivió a comienzos del período Pérmico, hace aproximadamente 290 millones de años, en lo que hoy es Texas. Es considerado por Anderson et al. (2008) como un fósil transicional entre los anuros y los caudados.
El fósil, llamado Gerobatrachus hottoni ("rana antigua de Nicholas Hotton"), fue descubierto en Texas en 1995 por un equipo de paleontólogos de las universidades de Calgary y Toronto, pero descrito por primera vez en la revista Nature el 22 de mayo de 2008. Combinaba características presentes en anuros, como una gran espacio auricular para el tímpano, y con dos huesos de los tobillos fusionados, típico rasgo de los caudados. Su columna vertebral y su dentadura muestran similitudes con los de las ranas y salamandras, mientras que su cráneo era ancho y liviano como el de un anuro.